# Pataudi (ciutat)
Pataudi és una ciutat i comitè municipal del districte de Gurgaon a Haryana a 26 km de Gurgaon al peu de les muntanyes Aravalli a 28° 19′ N, 76° 47′ E / 28.32°N,76.78°E. Al cens del 2001 consta amb una població de 16.064 habitants. El 1901 tenia 4.171 habitants. Conserva l'antiga residència dels nawabs.

## Història
Fou fundada en temps de Djalal al-Din Firuz Shah Khalji (1290-1296) per Pata, un mewati, del que va agafar el nom. Fou la capital de l'estat de Pataudi concedit per Lord Lake vers el 1804 a un senyor d'origen afganès.